# Île des Corbeaux
L'Île des corbeaux est une île fluviale française de la Marne située sur le territoire communal de Saint-Maurice (Val-de-Marne).
L'acteur français Jean-Paul Belmondo y vivait lorsqu'il était en couple avec l'actrice américaine Ursula Andress. Il a ensuite revendu la maison à Johnny Hallyday,.

## Origine du nom
Son nom proviendrait d'un évènement survenu le 29 avril 1303, lorsque plusieurs centaines de corbeaux s’assemblèrent & se ruèrent les uns contre les autres.